# 特魯斯代爾 (密蘇里州)
特魯斯代爾（英語：Truesdale）是位於美國密蘇里州沃倫縣的城市。

## 人口
根據2020年美國人口普查的數據，特魯斯代爾的面積為3.35平方千米，當中陸地面積為3.32平方千米，而水域面積為0.03平方千米。當地共有人口853人，而人口密度為每平方千米255人。